# Малинский район
Ма́линский райо́н (укр. Малинський район) — упразднённая административная единица на востоке Житомирской области Украины. Административный центр — город Малин, не входит в его состав.

## География
Площадь — 1406 км².
Основные реки — Ирша.

## История
Первое историческое упоминание о городе датируется 891 годом. Название города Малина связывают с именем легендарной личности времён Киевской Руси — князя Мала. Ведь это имя четко прослеживается в корне слова «Малин». Особенно часто князь Мал упоминается в летописном рассказе о восстании древлян против киевского князя Игоря в 945 году. Однако есть новые гипотезы относительно происхождения названия Малина. Некоторые учёные считают, что название города происходит от имени дочери Малая Древлянского — Малуши, которая была обращена в рабство княгиней Ольгой и благодаря своей знатности получила при киевском дворе важную должность ключницы. В Малушу, древлянскую княжну, влюбился сын Ольги — Святослав, а впоследствии у них родился сын, в будущем князь киевский Владимир. Малин служил форпостом на восточных рубежах Древлянской земли. Именно поэтому и был подвергнут нападению во время карательного похода Ольги.
На территории города, в его юго-восточной части, сохранились остатки древнерусского городища, основанного на рубеже VIII—IX столетий как пункт укрепления одного из восточнославянских племён — древлян. Некоторые учёные считают, что его построил князь Мал Древлянский. В конце IX века у укрепления появилось открытое поселение. Внутри X столетия поселение на берегу реки Ирши было разрушено. Это связывают с известным походом княгини Ольги против древлян (946 год): непокорные жители Искоростеня отказались платить Игорю двойную дань. А чтобы он не ходил к ним снова и снова, убили его. Жена Игоря, княгиня Ольга, решила отомстить коварным древлянам и сожгла Искоростень. Очевидно, Малин, географически находится на пути Киев — Искоростень, тоже пострадал от карающей десницы жестокой княгини. В истории есть немало примеров, когда города после такого рода событий навсегда погибали, но Малин сумел возродиться заново…
На рубеже XIX—XX веков. В 1569 году после заключения Люблинской унии Малин вошёл в состав Речи Посполитой. После второго раздела Польши в 1793 году Малинские земли отошли в состав России. С 1797 Малин — городок Радомышльского уезда Киевской губернии, а с 1861 года — волостной центр Радомышльского уезда.
В 1868 году в Малине был открыт чугунно-литейный завод. Через три года на его месте основали бумажную фабрику. Её продукция состояла из писчей, обёрточной и папиросной бумаги. На рубеже XIX века также действовали кожаный, кирпичный, пивоваренный заводы, паровая мельница, ветряная мельница, 4 кузницы, фабрика гнутой мебели.
Славной страницей истории города было пребывание на нашей земле выдающегося учёного-энциклопедиста и путешественника, исследователя аборигенов Новой Гвинеи — М. М. Миклухо-Маклая. В 1873 году его мать, Екатерина Семёновна Миклухо, приобрела местную усадьбу. Миклухо-Маклай наведывался к матери дважды — в 1886 и 1887 годах. Сюда к нему приезжали гостить друзья-учёные, журналисты. Известный учёный А. Н. Корзухин в Малине нарисовал его портрет. Николай Миклухо-Маклай уезжал в близлежащие села, изучал быт крестьян. К сожалению, дом был повреждён во время Второй мировой войны, не уцелел. В 1986 году в городе установлен единственный в Европе памятник Н. Н. Миклухе-Маклаю, а в Малинском лесном техникуме создан музей учёного.
XX век характеризуется значительными позитивными изменениями в социально-культурной сфере. В 1922 году в Малине действовало две семилетние и четырёхлетняя сельскохозяйственная школы, чуть позже открылись еврейская школа и педтехникум, который подготовил сотни высококвалифицированных педагогов для школ района и всей округи.
В апреле 1932 года Малинский сельсовет был переименован в городской. В сентябре 1937 года при образовании Житомирской области Малинский район был включён в её состав. В 1938 году по решению Совета Народных Комиссаров УССР Малин отнесён к категории городов районного значения.
В пламени войны. Во время Великой Отечественной войны, в начале июля 1941 года, фронт приблизился к Малину. 6 июля 1941 город впервые подвёргся авиационным ударам, а 15 июля началась его оборона. Четыре раза приходилось фашистам брать станцию Малин, которую героически защищали советские войска. После продолжительных боев 22 июля 1941 нацисты захватили Малин, а в августе 1941 года были оккупированы последние населённые пункты Малинского района. Как и на всей Украине, фашисты установили здесь жёсткий оккупационный режим, начались аресты, расстрелы. Уже в первый день оккупации в Малине было расстреляно 15 мирных жителей.
28 ноября 1941, по сообщению Совинформбюро, в Малине фашисты арестовали 129 жителей, в том числе 30 женщин и детей. Их несколько дней продержали под открытым небом во дворе мебельной фабрики. Позже всех взрослых расстреляли, а детей закопали живыми вместе с казнёнными.
В конце августа и в начале сентября 1941 года в Малине нацисты уничтожали еврейское население. По улицам города гнали на расстрел небольшие колонны евреев, а за ними ехал грузовик с детьми. Большой бедой было насильственное отправление местной молодёжи в Германию. Полиция проводила постоянные обвалы на молодёжь. Всего в Германию было отправлено 187 человек.
Во время оккупации в г. Малине были закрыты четыре школы, работала только одна начальная, а в уцелевшем помещении школы № 3 гитлеровцы устроили конюшню для солдатских лошадей.
Осенью 1941 года в городе была создана подпольная организация, которая действовала 630 дней. Её возглавлял офицер Красной Армии Павел Андреевич Тараскин, а после его гибели — Нина Ивановна Соснина. Активное участие в работе подпольной организации принимали М.Богданов, В.Ольштинський, В.Хращевський, С.Недашковський, Й.Яременко, Ф.Цвиткова, В.Романенко, В.Виноградов, О.Енько и многие другие. Ряд участников подполья были удостоены высоких наград. За героическую борьбу с фашистами П. Тараскину и Н.Сосниной посмертно присвоено звание Героев Советского Союза. Школа, в которой училась Нина Соснина, носит её имя, там действует исторический музей Героев Малинского подполья.
В мае 1943 года Главная Команда УПА-Север направила подразделение УПА в трёхмесячный рейд по временно оккупированным Житомирской области и западной части Киевской области Украинской ССР. За время рейда отдел провёл 15 успешных боёв с германскими полицейскими частями и группами грабителей. Этот отдел недалеко от с. Устиновка, Потиевского района (ныне — Малинского района), 25 июля 1943 года разбил германское воинское подразделение, которое было специально направлено на разгром этого спецотдела УПА. С германской стороны было более ста убитых, раненых и пленных.
12 ноября 1943 войска 1-го Украинского фронта освободили Малин. За годы оккупации в городе погибло более полутора тысяч человек. Разрушены все промышленные объекты, 70 % жилищного фонда, медицинские и культурные учреждения, школы. 530 солдат и офицеров — жителей города — погибли, защищая родную землю. Около тысячи воинов, партизан, подпольщиков погибло в оборонительных и наступательных боях за Малин.
28 ноября 1957 года к Малинскому району была присоединена часть территории упразднённого Чоповичского района. 21 января 1959 года к Малинскому району была присоединена часть территории упразднённого Базарского района.
В 1972 году, на месте тяжёлых боёв и массовых расстрелов, в городском парке был открыт курган Бессмертия. В мае 1984 года — Мемориальный комплекс Героям Малинского партийно-комсомольского подполья, а в 1985 году — Аллея Героев. На ней установлен бюст 10 Героев Советского Союза — Н. И. Сосниной, П. А. Тараскина, Н. П. Грищенка, В. З. Вайсера, А. П. Егорова, П. Ф. Захарченка, И. А. Бармина, В. Т. Алексухина, Б. Л. Кузнецова, М. А. Драгана.
В честь 65-й годовщины освобождения Малинщины от немецко-фашистских захватчиков, 12 ноября 2008 года в микрорайоне завода «Прожектор» (бывший Щербов Яр, место расстрела фашистами мирных жителей) открыт Памятный знак жертвам нацизма.
17 июля 2020 года Малинский район был присоединён к Коростенскому району в результате изменения админтерриториального деления всех областей, включая Житомирскую, а администрация и районный совет были ликвидированы.

## Демография
Население района составляет 46,6 тыс. человек (данные 2013 года), в том числе в городских условиях проживают около 27 тыс. Всего насчитывается 104 населённых пунктов.

## Административное устройство
Количество советов — 28; из них:
- городских — 1
- поселковых — 2
- сельских — 25

Количество населённых пунктов — 104; из них:
- городов областного значения — 1
- городов районного значения — 0
- посёлков городского типа — 2
- сёл — 101
- посёлков сельского типа — 0

## Транспорт
В Малинском районе проходят железные пути "Станция Малин", которая идет между станцией Ирша (Расстояние - 13 км) и Чоповычи (Расстояние - 39 км).
Так же в районе имееться общественный транспорт, а именно маршрутки фирмы: "Богдан", "Mercedes-Benz".
В случае маршруток иметься 11 основных транспортных путей.
Город, с трассой "Варшавка(M 07)" связывает деревня "Малиновка", а уже сама трасса идет на такие
Направления "Киев" - "Малин" - "Коваль" - "Ягодын" - "Люблин".

## Персоналии
- Былина, Михал (1904—1982) — польский художник, профессор.
- Венгель, Михаил Степанович (27.12.1922—19.04.1980) — кавалер ордена Славы трёх степеней[7].